# Piwo rżnięte

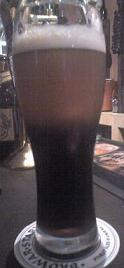
Piwo rżnięte Smocza Głowa. Górna warstwa - Golden Ale. Dolna warstwa - Dark Ale

Piwo rzezane (czes. řezané pivo) – forma podawania piwa w piwiarniach i restauracjach
Piwo rzezane (dosł. rżnięte) jest to napój alkoholowy powstający w wyniku wymieszania w proporcji pół na pół piwa jasnego z piwem ciemnym. W wyniku umiejętnego nalewania i wcześniejszego schłodzenia piwa ciemnego powstaje w naczyniu dwukolorowy płyn.